# Глинтерник, Савелий Романович
Савелий Романович Глинтерник (23 мая 1920 - ?) — физик, лауреат премии имени Г. М. Кржижановского

## Биография
Родился в 23 мая 1920 года.
В 1938 году поступил на электромеханический факультет ЛПИ, и закончил его только в 1947 году, так как в период с 1941 по 1946 годы состоял в рядах Красной Армии.
Работал в энергетической лаборатории НИИ имени Г. М. Кржижановского, под руководством М. А. Шателена. Под руководством академика М. П. Костенко выполнил исследования каскадных установок с коллекторным генератором, а под руководством академика Л. Р. Неймана исследования ионных преобразователей частоты, на основе которых в 1951 году была защищена кандидатская диссертация.
Позже, без отрыва от основной работы окончил математико-механический факультет ЛПИ имени Калинина, дипломная работа была посвящена качественному анализу устойчивости синхронных машин.
Вел работы по исследованию передачи энергии постоянным током высокого напряжения.
С 1960 года возглавлял энергетическую лабораторию имени М. А. Шателена после её перевода из ЭНИН в Институт электромеханики.
В 1967 году — защита докторской диссертации, которая была посвящена теории электромагнитных процессов в мощных компенсированных преобразователях и исследованию режимов электропередач постоянного тока в электрических системах.
В 1970 году — присвоено учёное звание профессора.
Состоял заместителем председателя секции, членом бюро научных советов различных институтов.

Совмещал научную работу с педагогической, работая на кафедрах общей электротехники, электрических машин и теоретической электротехники ЛПИ.

Автор более 100 научных трудов.

## Награды
Премия имени Г. М. Кржижановского (1963, совместно с Л. Р. Нейманом, А. В. Емельяновым, В. Г. Новицким) — за монографию «Электропередача постоянного тока как элемент энергетических систем»